# Šmrekovac
Šmrekovac falu Bosznia-Hercegovinában, a Bosznia-hercegovinai Föderáció Una-Szanai kantonjában. Közigazgatásilag Velika Kladušához tartozik.

## Fekvése
Bosznia-Hercegovina északnyugati részén, Bihácstól légvonalban 40, közúton 60 km-re északra, Velika Kladušától légvonalban 2, közúton 3 km-re délre, a Grabarska-patak partján, a horvát határ mentén fekszik. 

## Népessége
| Nemzetiségi csoport | Népesség 1991 | Népesség 2013 |
| ------------------- | ------------- | ------------- |
| Szerb               | 10            | 1             |
| Bosnyák             | 166           | 140           |
| Horvát              | 266           | 115           |
| Jugoszláv           | 28            | 0             |
| Egyéb               | 0             | 32            |
| Összesen            | 470           | 288           |